# Larry Bearnarth
Lawrence Donald Bearnarth (New York, New York, 11 septembre 1941 – Seminole, Floride, 31 décembre 1999) est un lanceur droitier américain de baseball ayant joué dans les Ligues majeures de 1963 à 1971. Il est aussi connu comme entraîneur des lanceurs chez les Expos de Montréal et les Rockies du Colorado.

## Carrière de joueur
Larry Bearnarth signe son premier contrat professionnel en 1962 avec les Mets de New York. C'est avec cette équipe qu'il débute dans les Ligues majeures de baseball le 16 avril 1963. Il remporte la première de ses 13 victoires en carrière le 12 mai de la même année face aux Reds de Cincinnati. Principalement utilisé comme lanceur de relève durant sa carrière, Bearnarth totalise 126 manches et un tiers de travail en 1963, la saison où il est le plus utilisé en carrière. Malgré une fiche victoires-défaites de 3-8, il maintient une bonne moyenne de points mérités de 3,42 et enregistre quatre sauvetages. Il lance pour les Mets durant quatre saisons, ne comptant jamais moins de 54 manches lancées par saison entre 1963 et 1966.
Confiné aux ligues mineures dans l'organisation des Mets de 1967 à 1970, il se joint comme agent libre aux Brewers de Milwaukee avant la saison 1971 et c'est là qu'il joue ses deux dernières parties. Il se retire après une année 1972 passée chez les Peninsula Whips, un club-école de niveau AAA des Expos de Montréal dans la Ligue internationale.
Larry Bearnarth a joué 173 parties dans le baseball majeur, dont sept comme lanceur partant. Il a remporté 13 victoires contre 21 défaites et enregistré huit sauvetages. Sa moyenne de points mérités est de 4,13 en 322 manches et deux tiers lancées, avec 124 retraits sur des prises.

## Carrière d'entraîneur
Bearnarth est manager dans le réseau de clubs-école des Expos de Montréal dans les ligues mineures de 1978 à 1981, les deux premières saisons avec les Expos de West Palm Beach (un club de niveau A de la Florida State League) et les deux suivantes avec les Memphis Chicks (AA) de la Southern League.
Brièvement instructeur des lanceurs des Expos de Montréal en 1976, Bearnarth revient dans ce rôle en 1985 et assume ces fonctions jusqu'en 1991. Sous sa direction, les lanceurs des Expos présentent la meilleure moyenne de points mérités collectives de l'histoire de la franchise en 1988 avec seulement 3,08 points mérités accordés par partie. L'équipe présente aussi la meilleure moyenne de la Ligue nationale (3,37) en 1990. Succédant en 1985 à Galen Cisco comme instructeur des lanceurs, Bearnarth travaille aux côtés des gérants Buck Rodgers et, brièvement, Tom Runnells.
En 1993, Larry Bearnarth devient le premier instructeur des lanceurs de l'histoire des Rockies du Colorado, une nouvelle franchise de la Ligue nationale, et demeure en poste jusqu'en 1995.
Larry Bearnarth est décédé à Seminole, en Floride, d'une crise cardiaque le 31 décembre 1999 à l'âge de 58 ans.